# Gabriel de Luetz

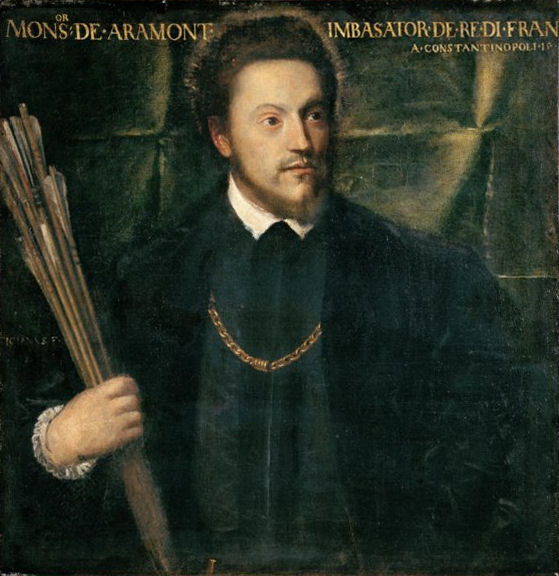
Gabriel de Luetz d’Aramon, Porträt von Tizian, 1541–1542

Gabriel de Luetz, Baron und Seigneur von Aramon und Vallabrègues (* um 1508 wohl in Nîmes; † 1553 oder 1554 in der Provence) war von 1546 bis 1553 französischer Botschafter im Osmanischen Reich, das damals von Süleyman I. regiert wurde.

## Leben

### Frühes Leben
Gabriel de Luetz war laut Poldo d’Albenas, dem Historiker von Nîmes, Bürger dieser Stadt und dürfte dort auch zu Anfang des 16. Jahrhunderts geboren worden sein. Er verheiratete sich 1526 und ging nach dem Erleiden von Misshelligkeiten in seiner Heimat wie der Konfiskation seiner Güter (die nach seinem Tod an Diane de Poitiers fielen) an den französischen Hof, wo er die Gunst des Königs Franz I. und später auch von dessen Nachfolger Heinrich II. erlangte.
1542 hielt sich Gabriel de Luetz bei den Herren von Mirandola auf. 1543 reiste er erstmals nach Konstantinopel und befand sich noch dort mit dem Titel eines Residenten während der Gesandtschaft von Jean de Montluc, mit dem er sich fast ständig uneinig war.

### Französischer Gesandter bei der Hohen Pforte
Nach Frankreich zurückgekehrt wurde Gabriel de Luetz Ende 1546 von König Franz I. zum Botschafter bei der Hohen Pforte ernannt und reiste daraufhin erneut nach Konstantinopel. Die Naturforscher Pierre Gilles d’Albi und Pierre Belon begleiteten ihn. Seine Gesandtschaft hatte neben einer politischen Mission auch einen wissenschaftlichen Charakter.

#### Teilnahme am Osmanisch-Safawidischen Krieg
Gabriel de Luetz trug die Bitte vor, dass Süleyman I. dem französischen König ein Darlehen von 300.000 Dukaten gewähren möge, was der Sultan ablehnte. Immerhin konnte der Gesandte ein Bündnis zwischen der Hohen Pforte und Frankreich gegen den römisch-deutschen Kaiser Karl V. vermitteln. Dieser beklagte sich über die Allianz des christlichen Königs mit einem muslimischen Herrscher, doch hatte Papst Paul III. die Erneuerung der Allianz mit dem Sultan angeregt. Anscheinend erwarb Gabriel de Luetz die Gunst Süleymans, den er 1547 auf dessen Feldzug nach Persien gegen die Safawiden begleitete. Als die Osmanen auf Schwierigkeiten bei der Belagerung von Van stießen, erteilte der französische Gesandten dem Sultan den Rat, einen Teil der Batterien auf die andere Seite der Festung zu verlegen, was Süleyman zum Erfolg verhalf. Anschließend besuchte Gabriel de Luetz Palästina und Ägypten. Im Januar 1550 begab er sich wieder nach Konstantinopel. Er hatte dazu beigetragen, dass Süleyman I. von seinem Krieg gegen Persien abließ.

#### Rolle bei der türkischen Belagerung von Tripolis
1551 reiste Gabriel de Luetz nach Frankreich, um neue Instruktionen von König Heinrich II. zu erhalten. Bei seiner Rückkehr in den Orient machte er in Malta Station. Dort bat ihn Juan de Homedes, der Großmeister des Malteserordens, sich für den Schutz des diesem Orden gehörigen Tripolis einzusetzen, das damals von den osmanischen Admirälen Sinan Pascha und Turgut Reis in Verletzung der vom Sultan geschlossenen Verträge belagert wurde. Gabriel de Luetz segelte daraufhin nach Tripolis und suchte die türkischen Kommandeure eigenmächtig zur Aufhebung ihrer Belagerung der Stadt zu bewegen, wofür er vom holländischen Diplomaten Abraham de Wicquefort in seiner Abhandlung über die Pflichten eines Gesandten (L’Ambassadeur et ses fonctions, Ausgabe von 1689, Bd. 2, S. 53) heftig kritisiert wurde. Seine Intervention misslang, und Tripolis wurde am 15. August 1551 von Sinan Pascha erstürmt.
Immerhin konnte Gabriel de Luetz den Kommandanten der Zitadelle und 200 Malteserritter retten, die er nach Malta zurückbrachte. Von dort aus sandte er dem französischen König am 26. August 1551 einen langen Bericht über die Einnahme von Tripolis und seinen Einsatz zur Rettung der Malteser. Doch seine Anwesenheit bei der türkischen Belagerung der Stadt nützten Kaiser Karl V. und Papst Julius III. zur Verbreitung des Gerüchts, dass er den Osmanen bei ihrem Unternehmen geholfen habe. Heinrich II. suchte seinen Botschafter von dieser Beschuldigung reinzuwaschen und bat den Großmeister des Malteserordens in einem Brief vom 30. September 1551 um eine Sachverhaltsdarstellung. In seinem Antwortschreiben vom 17. November 1551 lobte Juan de Homedes das Gebaren des französischen Gesandten. Doch waren dessen Beziehungen zu den Maltesern durchaus nicht nur freundliche; war doch etwa der Großmeister gebürtiger Spanier.

#### Vermittlung eines türkisch-französischen Unternehmens gegen Kaiser Karl V.
Mit der türkischen Flotte kehrte Gabriel de Luetz nach Konstantinopel zurück. Er hatte nie das Interesse Frankreichs aus den Augen verloren, dass ein Angriff des Sultans einen Teil der Streitkräfte der Habsburger binden sollte. Einen erfolgreichen Angriff von Andrea Doria und Bernardino de Mendoza auf türkische Basen in Nordafrika (September 1550) interpretierte Süleyman I. als Bruch des Waffenstillstands von Adrianopel durch Karl V., und er war auch über die Intrigen Ferdinands irritiert, durch die dieser erreichte, dass ihm im Juli 1551 die Ansprüche auf Siebenbürgen abgetreten wurden. So konnte Gabriel de Luetz den Sultan 1552 zu einer gemeinsamen französisch-türkischen Land- und Seeattacke überreden. Der französische Gesandte befand sich dann an Bord einer türkischen Flotte, als diese im Juli 1552 die Küste in der Umgebung von Rhegium in Kalabrien verwüstete.

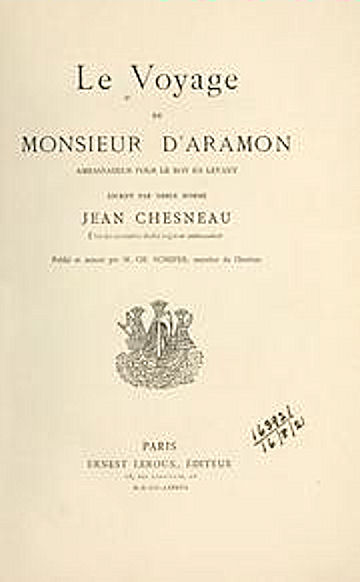
Le Voyage de Monsieur d’Aramon von Jean Chesneau, 1547.

#### Marquis der Îles d’Hyères
In seinen letzten Lebensjahren wurde Gabriel de Luetz Marquis der im Mittelmeer gelegenen Îles d’Hyères (auch Goldinseln genannt). Diese hatte er vom österreichischen Adligen Christoph von Roggendorf erhalten, der einst im Dienst Kaiser Karls V. gestanden, dann aber wegen Überschuldung ins Osmanische Reich geflohen und dort später in der Burg Yedikule interniert worden war. Gabriel de Luetz hatte Roggendorfs Freilassung vermitteln können, und dieser war dann in französische Dienste getreten, hatte 1550 die Îles d’Hyères übertragen bekommen und sie an Gabriel de Luetz aus Dank für dessen Bemühen um seine Freilassung weitergegeben.

### Tod
Im September 1553 gab Gabriel de Luetz seinen Botschaftsposten in Konstantinopel auf und kehrte nach Frankreich zurück. Sein Nachfolger als Gesandter bei der Hohen Pforte wurde Michel de Codignac. Seine Position als Gesandter bei Süleyman I. war nicht einfach gewesen, da Monluc und andere durch Intrigen danach getrachtet hatten, ihn im Unklaren über die Absichten des französischen Hofs zu halten. Er starb noch im Jahr seiner Rückkehr oder im nächsten Jahr auf einem Landgut in der Provence. Die Beschreibung seiner Reisen im Orient gab sein Sekretär Jean Chesneau als Voyage de Monsieur d’Aramon heraus; besonders interessant ist darin die Darstellung des damaligen Hofes von Konstantinopel und des Feldzugs Süleymans in Persien.